# Twierdzenie Lebesgue’a o zbieżności ograniczonej

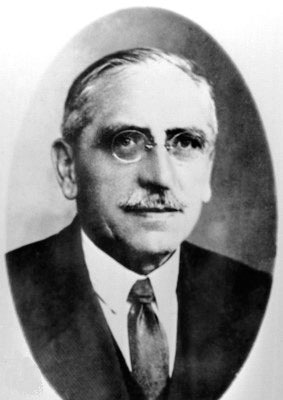
Henri Lebesgue

Twierdzenie Lebesgue’a o zbieżności ograniczonej (zmajoryzowanej) – twierdzenie w analizie i teorii miary stwierdzające, że granica odpowiednio ograniczonego ciągu funkcji mierzalnych jest całkowalna i jej całka jest granicą całek z wyjściowych funkcji.
Nazwa twierdzenia została wprowadzona dla uhonorowania francuskiego matematyka Henriego Lebesgue’a.

## Twierdzenie
Załóżmy że:
(a) {\displaystyle (X,{\mathcal {F}},\mu )} jest przestrzenią mierzalną z miarą,
(b) {\displaystyle f_{n}\colon X\longrightarrow {\mathbb {R} }} (dla {\displaystyle n\in {\mathbb {N} }}) jest funkcją mierzalną,
(c) dla pewnej funkcji całkowalnej {\displaystyle g\colon X\longrightarrow {\mathbb {R} }} mamy, że {\displaystyle |f_{n}(x)|\leqslant g(x)} dla wszystkich {\displaystyle x\in X} i {\displaystyle n\in {\mathbb {N} },}
(d) dla wszystkich {\displaystyle x\in X} istnieje granica {\displaystyle \lim \limits _{n\to \infty }f_{n}(x);} niech funkcja {\displaystyle f\colon X\longrightarrow {\mathbb {R} }} będzie zdefiniowana przez
{\displaystyle f(x)=\lim \limits _{n\to \infty }f_{n}(x)} dla {\displaystyle x\in X.}
Wówczas funkcja {\displaystyle f} jest całkowalna oraz
{\displaystyle \lim \limits _{n\to \infty }\int |f_{n}-f|\ d\mu =0}   i   {\displaystyle \int f\ d\mu =\lim \limits _{n\to \infty }\int f_{n}\ d\mu .}
Powyższe twierdzenie często formułuje się tak, że w (c) i (d) jest wymagana zbieżność prawie wszędzie, a nie dla każdego {\displaystyle x.}

## Szkic dowodu
Załóżmy, że są spełnione warunki (a)-(d). Najpierw zauważamy, że {\displaystyle f} jest funkcją mierzalną, jako że granica zbieżnego ciągu funkcji mierzalnych jest mierzalna. oraz {\displaystyle |f(x)|\leqslant g(x)} (dla wszystkich {\displaystyle x\in X}), a stąd {\displaystyle f} jest całkowalna. Zauważmy, że {\displaystyle |f_{n}(x)-f(x)|\leqslant 2g(x)} (dla każdego {\displaystyle x}), więc możemy zastosować lemat Fatou do funkcji {\displaystyle h_{n}=2g-|f_{n}-f|.}
Ponieważ {\displaystyle 2g(x)=\lim \limits _{n\to \infty }h_{n}(x)=\liminf \limits _{n\to \infty }h_{n}(x),} to otrzymujemy wówczas, że
{\displaystyle {\begin{aligned}\int 2g\ d\mu &\leqslant \liminf \limits _{n\to \infty }\int h_{n}\ d\mu \\&=\liminf \limits _{n\to \infty }\int 2g-|f_{n}-f|\ d\mu \\&=\int 2g\ d\mu +\liminf \limits _{n\to \infty }\left(-\int |f_{n}-f|\ d\mu \right)\\&=\int 2g\ d\mu -\limsup \limits _{n\to \infty }\left(\int |f_{n}-f|\ d\mu \right).\end{aligned}}}
Stąd już wnioskujemy, że {\displaystyle \limsup \limits _{n\to \infty }\left(\int |f_{n}-f|\ d\mu \right)=0,} a zatem {\displaystyle \lim \limits _{n\to \infty }\int |f_{n}-f|\ d\mu =0.} Ponieważ {\displaystyle \left|\int f_{n}-f\ d\mu \right|\leqslant \int |f_{n}-f|\ d\mu ,} to możemy też wywnioskować, że {\displaystyle \int f\ d\mu =\lim \limits _{n\to \infty }\int f_{n}\ d\mu .}

## Przykład
Istotność założenia (c)
Rozważmy odcinek {\displaystyle (0,1)} wyposażony w miarą Lebesgue’a {\displaystyle \lambda .} Dla liczby naturalnej {\displaystyle n\in {\mathbb {N} }} zdefiniujemy funkcję {\displaystyle f_{n}\colon (0,1)\longrightarrow {\mathbb {R} }} przez
{\displaystyle f_{n}(x)=\left\{{\begin{matrix}n&{\mbox{gdy}}\quad x\in \left(0,{\frac {1}{n}}\right]\\0&{\mbox{gdy}}\quad x\in \left({\frac {1}{n}},1\right)\end{matrix}}\right.}
Wtedy {\displaystyle f_{n}(x)\to 0} dla {\displaystyle x\in (0,1),} natomiast {\displaystyle \int f_{n}\;d\lambda =n\lambda \left(\left(0,{\frac {1}{n}}\right)\right)=n{\frac {1}{n}}=1\not \to 0=\int 0\;d\lambda .}
A więc nie można pominąć założenia (c) o wspólnym ograniczeniu tych funkcji.

## Literatura dodatkowa
- Ryszard Rudnicki: Wykłady z analizy matematycznej. Warszawa: Wydawnictwo Naukowe PWN, 2006.{{Cytuj książkę}} Nieprawidłowe/puste pola: "odn".